# 安西正夫
安西 正夫（あんざい まさお、1904年11月12日 - 1972年4月24日）は、日本の実業家。商学博士。
東京瓦斯会長を務めた安西浩の弟である。

## 略歴
- 1904年 - 千葉県夷隅郡清海村（現・勝浦市）に父・安西直一、母・まつの次男として生まれた
- 1927年 - 東京帝国大学独法科卒業
- 1931年 - 東京帝国大学経済学部卒業、鐘紡（現・カネボウ）に入社
- 1932年 - 岳父の経営する日本沃度（昭和電工の前身）に入社
- 1940年 - 常務に就任
- 1945年 - 専務に就任
- 1948年 - 中外製薬取締役
- 1950年 - 副社長に就任
- 1953年 - 昭和電工取締役を兼ね、専務に就任
- 1959年 - 昭和電工社長、横浜化学会長に就任
- 1971年 - 商学博士号を取得

## 家族・親族
- 父 直一（実業家、政治家・千葉県議会議長）
- 兄 浩（実業家・東京ガス会長）
- 妻 満江（森コンツェルンの創業者森矗昶の長女）
- 長男 孝之
同妻 恵美子（元日清製粉名誉会長正田英三郎の次女、上皇后美智子の妹）
- 二男 直之 ‐ 三井不動産勤務
同妻 博子（住友財閥の創業家住友家16代当主住友吉左衛門（友成）の二女）
- 長女 千世（政治家大橋武夫の長男で元大蔵省官僚・安田総合研究所理事長大橋宗夫の妻）
- 二女 八千代（福井直俊の長男で、2005年現在武蔵野音楽大学の学長を務めている福井直敬の妻）
- 三女 公子（元住友銀行名誉会長堀田庄三の長男で元住友銀行社員・モルガン・スタンレー証券会長堀田健介の妻）